# Discours sur l'état de l'État

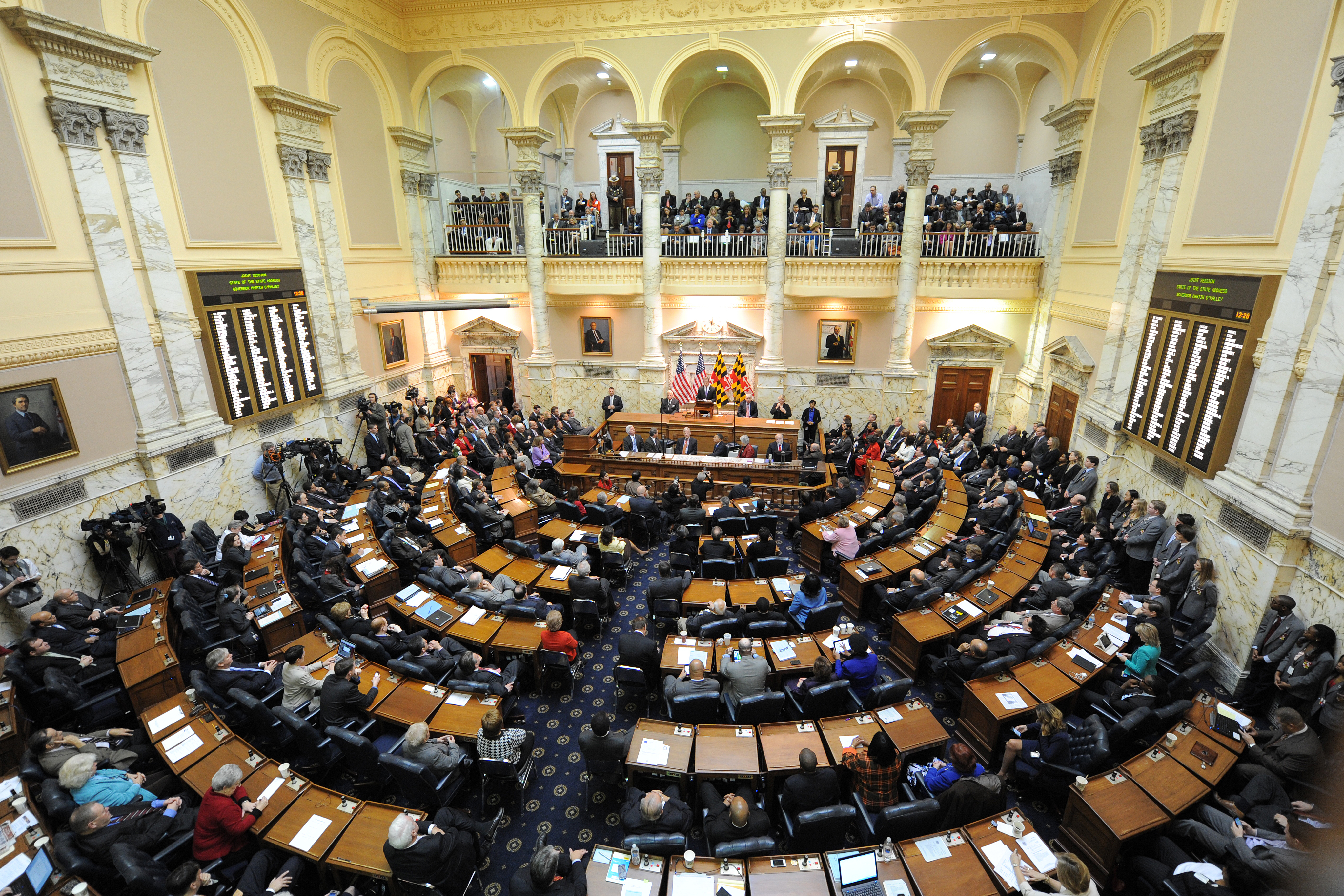
Discours sur l'état de l'État du Maryland en 2013.

Le discours sur l'état de l'État (State of the State Address) est un discours habituellement donné chaque année par les gouverneurs de la majorité des États des États-Unis. Le discours est donné traditionnellement devant les deux chambres de la législature de l'État, à l'exception de la législature du Nebraska, organe unicaméral.
Le discours est connu sous d'autres noms dans certains États. Dans l'Iowa, le discours est appelé Condition of the State Address. Dans le Kentucky, le Massachusetts, la Pennsylvanie, et la Virginie, qui ont le statut de Commonwealth, il est appelé State of the Commonwealth Address.
Il existe également le discours sur l'état de l'Union prononcé par le président des États-Unis, et certains maires organisent aussi un discours sur l'état de la ville, qui a la même finalité que celui sur l'état de l'État.